# Sanierungsgebiet
Als Sanierungsgebiet gilt in Deutschland ein fest umrissenes Gebiet, in dem eine Gemeinde (Städte, Gemeinden, auch Dörfer) eine „Städtebauliche Sanierungsmaßnahme“ durchführt. Dazu beschließt die Gemeinde eine förmliche Sanierungssatzung nach § 142 Baugesetzbuch (BauGB).

## Gründe und Ziele
Eine Städtebauliche Sanierungsmaßnahme § 136 Abs. 1 BauGB wird in einem Sanierungsgebiet durchgeführt, um städtebauliche Missstände oder funktionelle Schwächen zu beheben, wesentlich zu verbessern oder umzugestalten.
Die städtebauliche Erneuerung verfolgt das Ziel, das überkommene bauliche Erbe zu bewahren, die Wohn- und Arbeitsbedingungen in der gebauten Umwelt zu verbessern und den Strukturwandel der gewerblichen Wirtschaft und der Landwirtschaft durch städtebauliche Maßnahmen zu begleiten. Die Gebietstypen, die von den Städten und Gemeinden in diesem Sinne städtebaulich erneuert werden, sind unterschiedlich. Sie reichen von Stadt- und Ortskernen bis zu Großsiedlungen der Nachkriegszeit, von Wohngebieten der Gründerjahre bis zu Industrie- und Gewerbebrachen.
In der Praxis waren das in Ostdeutschland seit 1991 fast alle Altstadtgebiete oder Stadtzentren mit ihren mehr oder weniger historischen Stadtkernen. Aber auch die citynahen oft gründerzeitlichen Stadtteile mit ihren maroden Häusern und Straßen wurden früher oder später zu Sanierungsgebieten erklärt. Bereits seit 1993 wurden auch die großen Wohnungsgebiete mit mehr als zunächst 2500, dann 2000 Wohnungen auf Grund ihrer Funktionsschwächen zu Sanierungsgebieten. Ein zunehmender Leerstand in den zumeist vier- bis sechsgeschossigen Plattenbausiedlungen führte ab etwa 1997 zu einer größeren Zahl von Gebieten, in denen ein Stadtumbau mit Abriss von Wohnungen und der Aufwertung des Stadtteils begonnen wurde.
In Westdeutschland wurde bereits seit 1960 in vielen Städten und Dörfern die städtebauliche Erneuerung in den Sanierungsgebieten der Altstädte, der Stadtkerne und der benachbarten Stadtteile durchgeführt. Diese Aufgabe hatte sich in den Jahren von 1960 bis 1990 zu einer kommunalen Schwerpunktsaufgabe entwickelt. In den großen Städten wurden die Citys dabei oft nicht einbezogen, da diese Gebiete auf Grund einer eigenen städtebaulichen Dynamik von Handel, Gastronomie, Kultur und Dienstleistung nicht mehr in dem ansonsten erforderlichen Maße sanierungsbedürftig waren. Inzwischen sind vor allem in den Wohngebieten zunehmende Funktionsschwächen zu verzeichnen und ein Stadtumbau erforderlich.
Eine gebietsbezogene und damit städtebauliche Gesamtmaßnahme muss im öffentlichen Interesse liegen. Eine einheitliche Vorbereitung und die zügige Durchführung sind erforderlich.

## Gebietsausweisung
Das förmlich festgelegte Sanierungsgebiet ist so zu begrenzen, dass sich die Sanierung zweckmäßig durchführen lässt. Einzelne Grundstücke, die von der Sanierung nicht betroffen werden, können aus dem Gebiet ganz oder teilweise ausgenommen werden. Ergibt sich aus der Sanierung, dass Flächen außerhalb des Sanierungsgebiets für Ersatzbauten oder Ersatzanlagen zur Unterbringung von Bewohnern oder Betrieben oder Gemeinbedarfs- oder Folgeeinrichtungen in Anspruch genommen werden müssen, kann die Gemeinde geeignete Gebiete für diesen Zweck festlegen.
Das Sanierungsgebiet ist zu bezeichnen und es sind Fristen festzulegen, in der die Sanierung durchgeführt werden soll. Eine Frist von 15 Jahren sollte nicht überschritten werden, sie kann aber verlängert werden. Die Städtebauförderung des Landes bleibt davon jedoch unberührt.

## Verfahrensarten
Für die Durchführung der Sanierung in den Sanierungsgebieten gibt es zwei unterschiedliche Verfahrensarten:
- das umfassende (klassische) Sanierungsverfahren, das zumeist Anwendung findet
- das vereinfachte Sanierungsverfahren.

Es ist das Verfahren anzuwenden, welches für den Einzelfall rechtlich erforderlich ist. Es gibt keine Ermessensentscheidung der Gemeinden bei der Wahl des Verfahrens.
Dem umfassenden Sanierungsverfahren gemäß bbaug BauGB liegt eine bodenpolitische Konzeption zu Grunde, wonach die durch die Sanierung erhebliche Verbesserungen im Gebiet stattfinden. Die in Aussicht stehenden Bodenwertsteigerungen werden nach der Durchführung der Städtebaulichen Gesamtmaßnahme von der Gemeinde als Ausgleichsbeträge abgeschöpft. Es werden dann jedoch keine Erschließungsbeiträge erhoben.
Das vereinfachte Sanierungsverfahren darf gem. § 142 Abs. 4 BauGB nur durchgeführt werden, wenn die besonderen sanierungsrechtlichen Vorschriften des Dritten Abschnitts (bbaug BauGB) nicht erforderlich sind, d. h. wenn keine oder nur sehr geringe Bodenwertsteigerungen zu erwarten sind. In diesem Fall können ggf. nur Erschließungsbeiträge gemäß dem Kommunalen Abgabengesetz (KAG) von den Straßenanliegern bei einer neuen Straße oder einer wesentlichen Aufwertung der Straße erhoben werden.

## Verfahren und Förderung
Der im Gesetz (§§ 136 bis 163 BauGB) vorgegebene Verfahrensgang gliedert sich in Vorbereitung (Untersuchungen, Planungen, Sozialplan, Erörterungen, Satzung), Durchführung (Bau- und Erschließungsmaßnahmen) und Abschluss der Sanierung.
Das Verfahren ist Aufgabe der Gemeinde, die sich oft der Sanierungsträger (§ 157 f. BauGB) bedient (siehe bei Städtebauliche Sanierungsmaßnahme). Die privaten Bauherren haben ihre Häuser in eigener Regie zu sanieren.
Städtebauliche Sanierungsmaßnahmen können durch die Städtebauförderung unterstützt werden. Die Gemeinden erhalten Städtebaufördermittel durch ihre Bundesländer (Landesprogramme). Die Länder erhalten vom Bund Zuschüsse zu ihren Programmen. Private Bauherren können bei den Gemeinden für ihre unrentierlichen Kosten eine Förderung als Zuschuss oder Darlehen erhalten. Es besteht aber kein Rechtsanspruch auf die Zuweisung von Programmmittel durch das Land oder der Förderung privater Bauherren durch die Gemeinde.
Die Städte und Gemeinden haben in den vergangenen Jahren große Leistungen in der städtebaulichen Erneuerung erbracht. Es sind jedoch die herkömmlichen Aufgaben der städtebaulichen Erneuerung erst zum Teil erfüllt. Außerdem treten neue städtebauliche Aufgaben stärker in den Vordergrund. Dazu gehören eine stärker ökologisch orientierte Erneuerungspolitik, der Stadtumbau in den Wohnsiedlungen (Leerstand, Abriss, Aufwertung) und eine sozial orientiert Erneuerung durch das Programm „Die Soziale Stadt“. Städtebauliche Erneuerung ist daher eine langfristige Zukunftsaufgabe der Stadt- und Gemeindeentwicklung.